# Спурий Опий
Спурий Опий (на латински: Spurius Oppius) е политик и сенатор на Римската империя през 1 век.

## Биография
Произлиза от старата конническа фамилия Опии от Рим. От октомври до декември 43 г. Спурий Опий е суфектконсул заедно с Квинт Курций Руф.
Той е баща или чичо на Гай Опий Сабин, който 84 г. е консул с император Домициан, 85 г. управител на Мизия и зимата 85/ 86 г. убит в боевете против даките.
Спурий Опий вероятно е дядо на Гай Опий Сабин Юлий Непот Марк Вибий Солемнис Север.